# Rune Lönngrenpriset
Rune Lönngrenpriset är ett svenskt pris inom farmaci. Det instiftades 2007 av Apotekarsocieteten i samband med Rune Lönngrens 90-årsdag.
Priset delas ut vartannat år till personer, som gjort betydande insatser inom läkemedelsområdets samhälleliga del.
Det är på 25.000 kronor.

## Pristagare
- 2007 Tommy Eriksson
- 2008 Per Manell
- 2010 Anne Hiselius för arbete för patientsäkerhet
- 2012 Johan Fastbom för arbete inom geriatrisk farmakologi
- 2014 Carin Svensson för arbete för förbättrad läkemedelsanvändning[1]
- 2016 Madeleine Wallding för arbete med samordning av projekt för den nationella läkemedelsstrategin[2]
- 2019 Sofia Kälvemark Sporrong för forskning kring apotekens och apoteksfarmaceutens roll för en god läkemedelsanvändning[3]
- 2021 Margareta Hammarlund-Udenaes för mångåriga engagemang och bidrag för ett ökat fokus på bättre läkemedelsanvändning och utvecklandet av ämnet farmakoterapi[4]